# Amarantka czarnolica
Amarantka czarnolica (Lagonosticta larvata) – gatunek małego ptaka z rodziny astryldowatych (Estrildidae). Występuje w pasie terenu na południe od Sahelu. Nie jest zagrożony wyginięciem.

## Taksonomia
Po raz pierwszy gatunek opisał Eduard Rüppell w 1840. Holotyp pochodził z Gór Semien w północnej Etiopii. Autor nadał nowemu gatunkowi nazwę Amadina larvata. Obecnie (2020) Międzynarodowy Komitet Ornitologiczny (IOC) umieszcza amarantkę czarnolicą w rodzaju Lagonosticta.
IOC uznaje 3 podgatunki, podobnie jak autorzy HBW, Kompletnej listy ptaków świata (2020) i Clements Checklist of Birds of the World (2019). Taki podział przedstawiono też w 7. tomie The Birds of Africa (2014). Wszystkie 3 podgatunki bywały również uznawane za odrębne gatunki na podstawie różnic w upierzeniu. W 2. tomie HBW and BirdLife International Illustrated Checklist of the Birds of the World (2016) każdy z trzech podgatunków amarantki czarnolicej został podniesiony do rangi gatunku, co podtrzymywane było w późniejszych, elektronicznych, zaktualizowanych wersjach listy. BirdLife International odpowiada za dostarczanie informacji dotyczących ptaków dla IUCN, stąd zgodnie z przyjętą przez organizację klasyfikacją każdy z trzech podgatunków podlega ocenie osobno, jako gatunek.
Podgatunek L. l. togoensis (Neumann, 1907), wymieniony jako ważny na przykład w Finches and Sparrows (2010; wydanie pierwsze: 1993), uznawany jest za synonim L. (l.) nigricollis. Współcześnie akceptowane są następujące podgatunki:
- amarantka czarnolica[6]  – L. (l.) larvata (Rüppell, 1840[3]);
- amarantka różowa[6] – L. (l.) vinacea (Hartlaub, 1857[15]);
- amarantka lawendowa[6] – L. (l.) nigricollis von Heuglin, 1863[16]

### Filogeneza
Amarantka czarnolica to prawdopodobnie gatunek siostrzany wobec amarantki czarnobrzuchej (L. rara). Wskazują na to wyniki trzech badań filogenetycznych opartych na różnych metodach. Pierwsze (2003) obejmowało sekwencje mtDNA 9 z 10 gatunków Lagonosticta. W drugim (2016), obejmującym 7 gatunków Lagonosticta, użyto metody dRADseq (ang. double digest Restriction-site Associated DNA sequencing) do zsekwencjonowania fragmentów DNA genomowego (gDNA), oprócz tego badano sekwencje mtDNA. W trzecim (2020) analizy filogenetyczne przeprowadzono na podstawie dwóch zestawów danych: sekwencje mitochondrialnych genów: cytochromu b i ND2 oraz pięć sekwencji nDNA (DNA jądrowego). Skonstruowano dwa drzewa filogenetyczne: na podstawie wszystkich uzyskanych sekwencji (uwzględniono 5 z 10 gatunków Lagonosticta) oraz tylko sekwencji ND2 (uwzględniono wszystkie gatunki Lagonosticta). Inna jest pozycja amarantki czarnolicej na drzewie filogenetycznym utworzonym przez Somerton et al. (2004) – stanowi klad bazalny dla kladu obejmującego 5 gatunków Lagonosticta, siostrzanego do kladu złożonego z pozostałych 3 badanych gatunków. Wyniki uzyskane przez Klein i Payne’a (1998) również wskazywały na amarantkę czarnolicą jako klad bazalny dla pozostałych 5 wybranych gatunków, jednak brakowało wielu danych koniecznych między innymi do ustalenia czasu ewolucji (reprezentowanego na drzewie jako odpowiedniej długości gałąź).
Poniżej przedstawiono fragment drzewa filogenetycznego Lagonosticta według Olsson i Alström (2020):
|  | \| \| L. umbrinodorsalis \| \| \| \| \| \| L. sanguinodorsalis \| \| \| \| |
|  |                                                                            |
|  | L. virata                                                                  |
|  |                                                                            |
|  | L. rhodopareia                                                             |
|  |                                                                            |
|  | L. umbrinodorsalis                                                         |
|  |                                                                            |
|  | L. sanguinodorsalis                                                        |
|  |                                                                            |

|  | L. umbrinodorsalis  |
|  |                     |
|  | L. sanguinodorsalis |
|  |                     |

|  | \| \| L. umbrinodorsalis \| \| \| \| \| \| L. sanguinodorsalis \| \| \| \| |
|  |                                                                            |
|  | L. virata                                                                  |
|  |                                                                            |
|  | L. rhodopareia                                                             |
|  |                                                                            |
|  | L. umbrinodorsalis                                                         |
|  |                                                                            |
|  | L. sanguinodorsalis                                                        |
|  |                                                                            |

|  | L. umbrinodorsalis  |
|  |                     |
|  | L. sanguinodorsalis |
|  |                     |

|  | L. larvata |
|  |            |
|  | L. rara    |
|  |            |

|  | \| \| L. umbrinodorsalis \| \| \| \| \| \| L. sanguinodorsalis \| \| \| \| |
|  |                                                                            |
|  | L. virata                                                                  |
|  |                                                                            |
|  | L. rhodopareia                                                             |
|  |                                                                            |
|  | L. umbrinodorsalis                                                         |
|  |                                                                            |
|  | L. sanguinodorsalis                                                        |
|  |                                                                            |

|  | L. umbrinodorsalis  |
|  |                     |
|  | L. sanguinodorsalis |
|  |                     |

|  | \| \| L. umbrinodorsalis \| \| \| \| \| \| L. sanguinodorsalis \| \| \| \| |
|  |                                                                            |
|  | L. virata                                                                  |
|  |                                                                            |
|  | L. rhodopareia                                                             |
|  |                                                                            |
|  | L. umbrinodorsalis                                                         |
|  |                                                                            |
|  | L. sanguinodorsalis                                                        |
|  |                                                                            |

|  | L. umbrinodorsalis  |
|  |                     |
|  | L. sanguinodorsalis |
|  |                     |

|  | L. larvata |
|  |            |
|  | L. rara    |
|  |            |

|  | \| \| L. rufopicta \| \| \| \| \| \| L. nitidula \| \| \| \| |
|  |                                                              |
|  | L. senegala                                                  |
|  |                                                              |
|  | L. rufopicta                                                 |
|  |                                                              |
|  | L. nitidula                                                  |
|  |                                                              |

|  | L. rufopicta |
|  |              |
|  | L. nitidula  |
|  |              |

|  | \| \| L. umbrinodorsalis \| \| \| \| \| \| L. sanguinodorsalis \| \| \| \| |
|  |                                                                            |
|  | L. virata                                                                  |
|  |                                                                            |
|  | L. rhodopareia                                                             |
|  |                                                                            |
|  | L. umbrinodorsalis                                                         |
|  |                                                                            |
|  | L. sanguinodorsalis                                                        |
|  |                                                                            |

|  | L. umbrinodorsalis  |
|  |                     |
|  | L. sanguinodorsalis |
|  |                     |

|  | \| \| L. umbrinodorsalis \| \| \| \| \| \| L. sanguinodorsalis \| \| \| \| |
|  |                                                                            |
|  | L. virata                                                                  |
|  |                                                                            |
|  | L. rhodopareia                                                             |
|  |                                                                            |
|  | L. umbrinodorsalis                                                         |
|  |                                                                            |
|  | L. sanguinodorsalis                                                        |
|  |                                                                            |

|  | L. umbrinodorsalis  |
|  |                     |
|  | L. sanguinodorsalis |
|  |                     |

|  | L. larvata |
|  |            |
|  | L. rara    |
|  |            |

|  | \| \| L. umbrinodorsalis \| \| \| \| \| \| L. sanguinodorsalis \| \| \| \| |
|  |                                                                            |
|  | L. virata                                                                  |
|  |                                                                            |
|  | L. rhodopareia                                                             |
|  |                                                                            |
|  | L. umbrinodorsalis                                                         |
|  |                                                                            |
|  | L. sanguinodorsalis                                                        |
|  |                                                                            |

|  | L. umbrinodorsalis  |
|  |                     |
|  | L. sanguinodorsalis |
|  |                     |

|  | \| \| L. umbrinodorsalis \| \| \| \| \| \| L. sanguinodorsalis \| \| \| \| |
|  |                                                                            |
|  | L. virata                                                                  |
|  |                                                                            |
|  | L. rhodopareia                                                             |
|  |                                                                            |
|  | L. umbrinodorsalis                                                         |
|  |                                                                            |
|  | L. sanguinodorsalis                                                        |
|  |                                                                            |

|  | L. umbrinodorsalis  |
|  |                     |
|  | L. sanguinodorsalis |
|  |                     |

|  | L. larvata |
|  |            |
|  | L. rara    |
|  |            |

|  | \| \| L. rufopicta \| \| \| \| \| \| L. nitidula \| \| \| \| |
|  |                                                              |
|  | L. senegala                                                  |
|  |                                                              |
|  | L. rufopicta                                                 |
|  |                                                              |
|  | L. nitidula                                                  |
|  |                                                              |

|  | L. rufopicta |
|  |              |
|  | L. nitidula  |
|  |              |

Fragment drzewa filogenetycznego  według Somerton et al. (2004):
|  | L. virata                                                              |
|  |                                                                        |
|  | \| \| L. rhodopareia \| \| \| \| \| \| L. sanguinodorsalis \| \| \| \| |
|  |                                                                        |
|  | L. rhodopareia                                                         |
|  |                                                                        |
|  | L. sanguinodorsalis                                                    |
|  |                                                                        |

|  | L. rhodopareia      |
|  |                     |
|  | L. sanguinodorsalis |
|  |                     |

|  | L. virata                                                              |
|  |                                                                        |
|  | \| \| L. rhodopareia \| \| \| \| \| \| L. sanguinodorsalis \| \| \| \| |
|  |                                                                        |
|  | L. rhodopareia                                                         |
|  |                                                                        |
|  | L. sanguinodorsalis                                                    |
|  |                                                                        |

|  | L. rhodopareia      |
|  |                     |
|  | L. sanguinodorsalis |
|  |                     |

|  | L. virata                                                              |
|  |                                                                        |
|  | \| \| L. rhodopareia \| \| \| \| \| \| L. sanguinodorsalis \| \| \| \| |
|  |                                                                        |
|  | L. rhodopareia                                                         |
|  |                                                                        |
|  | L. sanguinodorsalis                                                    |
|  |                                                                        |

|  | L. rhodopareia      |
|  |                     |
|  | L. sanguinodorsalis |
|  |                     |

|  | L. virata                                                              |
|  |                                                                        |
|  | \| \| L. rhodopareia \| \| \| \| \| \| L. sanguinodorsalis \| \| \| \| |
|  |                                                                        |
|  | L. rhodopareia                                                         |
|  |                                                                        |
|  | L. sanguinodorsalis                                                    |
|  |                                                                        |

|  | L. rhodopareia      |
|  |                     |
|  | L. sanguinodorsalis |
|  |                     |

|  | L. virata                                                              |
|  |                                                                        |
|  | \| \| L. rhodopareia \| \| \| \| \| \| L. sanguinodorsalis \| \| \| \| |
|  |                                                                        |
|  | L. rhodopareia                                                         |
|  |                                                                        |
|  | L. sanguinodorsalis                                                    |
|  |                                                                        |

|  | L. rhodopareia      |
|  |                     |
|  | L. sanguinodorsalis |
|  |                     |

|  | L. virata                                                              |
|  |                                                                        |
|  | \| \| L. rhodopareia \| \| \| \| \| \| L. sanguinodorsalis \| \| \| \| |
|  |                                                                        |
|  | L. rhodopareia                                                         |
|  |                                                                        |
|  | L. sanguinodorsalis                                                    |
|  |                                                                        |

|  | L. rhodopareia      |
|  |                     |
|  | L. sanguinodorsalis |
|  |                     |

|  | L. virata                                                              |
|  |                                                                        |
|  | \| \| L. rhodopareia \| \| \| \| \| \| L. sanguinodorsalis \| \| \| \| |
|  |                                                                        |
|  | L. rhodopareia                                                         |
|  |                                                                        |
|  | L. sanguinodorsalis                                                    |
|  |                                                                        |

|  | L. rhodopareia      |
|  |                     |
|  | L. sanguinodorsalis |
|  |                     |

|  | L. virata                                                              |
|  |                                                                        |
|  | \| \| L. rhodopareia \| \| \| \| \| \| L. sanguinodorsalis \| \| \| \| |
|  |                                                                        |
|  | L. rhodopareia                                                         |
|  |                                                                        |
|  | L. sanguinodorsalis                                                    |
|  |                                                                        |

|  | L. rhodopareia      |
|  |                     |
|  | L. sanguinodorsalis |
|  |                     |

|  | \| \| L. rufopicta \| \| \| \| \| \| L. nitidula \| \| \| \| |
|  |                                                              |
|  | L. senegala                                                  |
|  |                                                              |
|  | L. rufopicta                                                 |
|  |                                                              |
|  | L. nitidula                                                  |
|  |                                                              |

|  | L. rufopicta |
|  |              |
|  | L. nitidula  |
|  |              |

|  | L. virata                                                              |
|  |                                                                        |
|  | \| \| L. rhodopareia \| \| \| \| \| \| L. sanguinodorsalis \| \| \| \| |
|  |                                                                        |
|  | L. rhodopareia                                                         |
|  |                                                                        |
|  | L. sanguinodorsalis                                                    |
|  |                                                                        |

|  | L. rhodopareia      |
|  |                     |
|  | L. sanguinodorsalis |
|  |                     |

|  | L. virata                                                              |
|  |                                                                        |
|  | \| \| L. rhodopareia \| \| \| \| \| \| L. sanguinodorsalis \| \| \| \| |
|  |                                                                        |
|  | L. rhodopareia                                                         |
|  |                                                                        |
|  | L. sanguinodorsalis                                                    |
|  |                                                                        |

|  | L. rhodopareia      |
|  |                     |
|  | L. sanguinodorsalis |
|  |                     |

|  | L. virata                                                              |
|  |                                                                        |
|  | \| \| L. rhodopareia \| \| \| \| \| \| L. sanguinodorsalis \| \| \| \| |
|  |                                                                        |
|  | L. rhodopareia                                                         |
|  |                                                                        |
|  | L. sanguinodorsalis                                                    |
|  |                                                                        |

|  | L. rhodopareia      |
|  |                     |
|  | L. sanguinodorsalis |
|  |                     |

|  | L. virata                                                              |
|  |                                                                        |
|  | \| \| L. rhodopareia \| \| \| \| \| \| L. sanguinodorsalis \| \| \| \| |
|  |                                                                        |
|  | L. rhodopareia                                                         |
|  |                                                                        |
|  | L. sanguinodorsalis                                                    |
|  |                                                                        |

|  | L. rhodopareia      |
|  |                     |
|  | L. sanguinodorsalis |
|  |                     |

|  | L. virata                                                              |
|  |                                                                        |
|  | \| \| L. rhodopareia \| \| \| \| \| \| L. sanguinodorsalis \| \| \| \| |
|  |                                                                        |
|  | L. rhodopareia                                                         |
|  |                                                                        |
|  | L. sanguinodorsalis                                                    |
|  |                                                                        |

|  | L. rhodopareia      |
|  |                     |
|  | L. sanguinodorsalis |
|  |                     |

|  | L. virata                                                              |
|  |                                                                        |
|  | \| \| L. rhodopareia \| \| \| \| \| \| L. sanguinodorsalis \| \| \| \| |
|  |                                                                        |
|  | L. rhodopareia                                                         |
|  |                                                                        |
|  | L. sanguinodorsalis                                                    |
|  |                                                                        |

|  | L. rhodopareia      |
|  |                     |
|  | L. sanguinodorsalis |
|  |                     |

|  | L. virata                                                              |
|  |                                                                        |
|  | \| \| L. rhodopareia \| \| \| \| \| \| L. sanguinodorsalis \| \| \| \| |
|  |                                                                        |
|  | L. rhodopareia                                                         |
|  |                                                                        |
|  | L. sanguinodorsalis                                                    |
|  |                                                                        |

|  | L. rhodopareia      |
|  |                     |
|  | L. sanguinodorsalis |
|  |                     |

|  | L. virata                                                              |
|  |                                                                        |
|  | \| \| L. rhodopareia \| \| \| \| \| \| L. sanguinodorsalis \| \| \| \| |
|  |                                                                        |
|  | L. rhodopareia                                                         |
|  |                                                                        |
|  | L. sanguinodorsalis                                                    |
|  |                                                                        |

|  | L. rhodopareia      |
|  |                     |
|  | L. sanguinodorsalis |
|  |                     |

|  | \| \| L. rufopicta \| \| \| \| \| \| L. nitidula \| \| \| \| |
|  |                                                              |
|  | L. senegala                                                  |
|  |                                                              |
|  | L. rufopicta                                                 |
|  |                                                              |
|  | L. nitidula                                                  |
|  |                                                              |

|  | L. rufopicta |
|  |              |
|  | L. nitidula  |
|  |              |

Moment oddzielenia się linii rozwojowych ustalony w badaniu z 2020 roku jest nieco wcześniejszy według drzewa filogenetycznego opartego na analizie wyłącznie sekwencji ND2 – nieznacznie wcześniej niż 3,5 mln lat temu vs nieco później niż 3 mln lat w przypadku analizy wszystkich wspomnianych sekwencji mtDNA i nDNA.
Prawdopodobnie wdówka uboga (Vidua larvaticola) jest pasożytem lęgowym amarantek skalnych (L. virata), a niektóre populacje wcześniej za gospodarzy miały amarantki czarnolice – głównych gospodarzy gatunku. Choć nie znaleziono gniazd amarantek skalnych z jajami lub młodymi wdówek ubogich, wiadomo, że te w swoje pieśni wplatają wszystkie głosy samców L. virata, a wdówki ubogie uczą się pieśni właściwych gatunkowi swoich przybranych rodziców.
Epitet gatunkowy larvata pochodzi z łaciny od słowa larva – „maska” i oznacza „zamaskowana”, „maskowa”.

## Morfologia

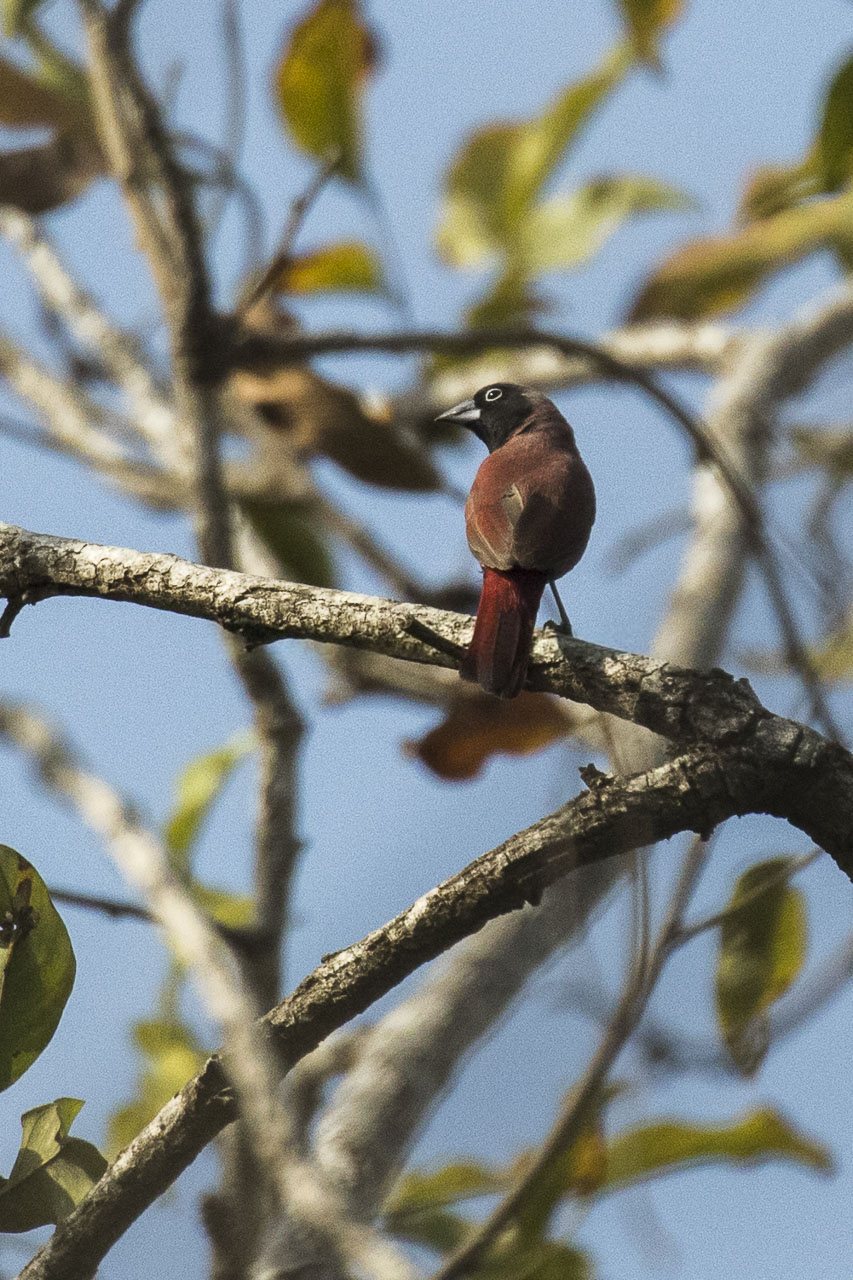
Amarantka różowa (L. (l.) vinacea), Gambia

Długość ciała amarantek czarnolicych wynosi 10–11 cm. Masa ciała przedstawicieli poszczególnych podgatunków: L. l. larvata (n=17) – 8–12,4 g, L. l. vinacea (n=17) – 11,7–13,6 g, L. l. nigricollis (n=7) – 8–11 g. Dalszy opis dotyczy ptaków podgatunku nominatywnego, jeśli nie zaznaczono inaczej.
U samców czoło i ciemię są brązowoszare. Przez pierś i kark przechodzi słabo zaznaczona czerwonawa obroża. Wierzch ciała ciemny, łupkowoszary, w znoszonym upierzeniu brązowy. Kuper i ogon o intensywnie czerwonej barwie. Wewnętrzne chorągiewki zewnętrznych sterówek czarniawe. Skrzydła brązowe. Przód głowy i gardło czarne. Pierś w górnej części winnobrązowa, w niższej – ciemnoszara. Na boku piersi znajduje się kilka niewielkich białych plamek. Brzuch i pokrywy podogonowe czarne. Tęczówka ma barwę od brązowej po czerwoną. Obrączka oczna jasnoniebieska. Dziób od niebieskoszarego po łupkowy. Nogi od szaroróżowych po łupkowe. U samic wierzch głowy i grzbiet ciemne, szarobrązowe. Policzki i kantarek ciemnoszare, gardło – płowoszare. Na piersi obecny różowy nalot, przechodzący w bardziej szary ku bokom ciała oraz w bardziej płowy ku brzuchowi. Pokrywy podogonowe koloru od płowoszarego po łupkowy.

## Zasięg występowania
Zasięg występowania amarantki czarnolicej obejmuje pas terenu na południe od Sahelu. W całości położony jest w obrębie biomu „Sudan–Guinea Savanna“.
Najbardziej wysunięty na wschód jest obszar występowania podgatunku nominatywnego. Jego przedstawiciele występują we wschodnim Sudanie, wschodnim Sudanie Południowym i zachodniej Etiopii. Współwystępują z amarantkami lawendowymi (L. (l.) nigricollis) na zachód od wzgórz Boma (południowo-wschodni Sudan Południowy). Amarantki czarnolice nie występują w Erytrei, najdalej na północ w Etiopii obserwowane były 13 km od granicy z Erytreą.
Amarantki lawendowe zamieszkują obszar od południowego Mali na wschód po południowo-zachodni Sudan oraz zachodni i południowy Sudan Południowy, północno-wschodnią Demokratyczną Republikę Konga oraz zachodnią i północną Ugandę. Styka się on z zasięgiem występowania amarantek różowych w okolicach Bamako.
Najbardziej wysunięty na zachód jest obszar występowania amarantek różowych (L. (l.) vinacea). Ciągnie się od Senegalu, Gambii i Gwinei-Bissau na wschód po północną Gwinei i zachodnie Mali (do gór Manding).

## Ekologia i zachowanie
Amarantki czarnolice zasiedlają trawiaste tereny porośnięte drzewami, między innymi sawanny oraz tereny porośnięte trawami Hyparrhenia i zadrzewieniami migdałeczników (Terminalia) oraz Combretum (trudziczkowate), z którymi są szczególnie związane. Spotykane są również w skupiskach rafii (Raphia), zaroślach bambusów, zakrzewieniach u podnóży skalnych wychodni i wśród wysokich traw. Często amarantki czarnolice preferują gęściej zadrzewione tereny niż inni przedstawiciele Lagonosticta. Wolą mniej pustynne tereny niż amarantki skalne (L. virata), z którymi jednak współwystępują w Senegalu. W Etiopii amarantki czarnolice odnotowywano między 750 a 1520 m n.p.m. (według innego źródła w północno-wschodniej Afryce pojawiają się do 1700 m n.p.m.), w Ugandzie – od 700 do 1200 m n.p.m.
Amarantki czarnolice obserwowane są pojedynczo rzadziej niż inne astryldy. Przebywają częściej w parach lub grupach rodzinnych.  Dołączają również do innych astryldów, szczególnie amarantek czerwonodziobych (L. senegala) i motylików sawannowych (Uraeginthus angolensis). Pożywieniem amarantek czarnolicych są niewielkie nasiona o średnicy 1–2 mm oraz termity (Isoptera).

### Lęgi
Lęgi amarantek czarnolicych stwierdzano w styczniu na Wybrzeżu Kości Słoniowej, w lipcu w Togo, od lipca do października w północnej Nigerii, po końcu lipca w Demokratycznej Republice Konga, w listopadzie w Etiopii (przynajmniej do 2010 jedyna obserwacja lęgów w kraju) i w czerwcu w Ugandzie. Gniazdo ma formę kulistej struktury zbudowanej z delikatnych traw. Wyściółkę stanowią miękkie łodygi traw, wiechy i pióra. Gniazda umieszczone są w wysokiej trawie lub w krzewie, do 1 m nad ziemią. Niekiedy amarantki czarnolice wykorzystują stare gniazda wikłaczowatych. W zniesieniu znajdują się 3 lub 4 jaja. Wysiadywanie trwa 11–12 dni. Pisklęta, przynajmniej u amarantek różowych i lawendowych, klują się z jasnobrązową skórą i rzadkim białym puchem. Wnętrze ich dzioba prezentuje barwny wzór: żółte podniebienie z pięcioma czarnymi kropkami, język jasnoróżowy z dwoma białymi kropkami, wewnętrzna część żuchwy jasnoróżowa z półksiężycowatą czarną plamą pod językiem. U nasady górnej szczęki i żuchwy znajdują się dwie białe brodawki (u podstawy niebieskie), a w kącikach dzioba pomiędzy nimi po jednej fioletowoniebieskiej brodawce. Młode stają się w pełni opierzone po 17–19 dniach życia. Są karmione przez rodziców przez dalsze 8–14 dni.

## Status i zagrożenia
IUCN uznaje amarantkę czarnolicą za gatunek najmniejszej troski od 2016 (stan w 2020). BirdLife International uznaje trend liczebności populacji za prawdopodobnie stabilny, również w przypadku klasyfikowanych osobno podgatunków.